# Іштван Вереб
Іштван Вереб (угор. Veréb István; нар. 8 жовтня 1987, Сомбатгей, медьє Ваш) — угорський борець вільного стилю, бронзовий призер чемпіонату світу, триразовий бронзовий призер чемпіонату Європи, учасник Олімпійських ігор. Бере також участь у змаганнях з греко-римської боротьби.

## Біографія
Боротьбою займається з 1991 року. Клуби: «Халадаш», Сомбатгей, «Цепелі», Будапешт.

## Спортивні результати у змаганнях з вільної боротьби

### Виступи на Олімпіадах
| Змагання                    | Збірна   | Вагова категорія          | Місце |
| --------------------------- | -------- | ------------------------- | ----- |
| Літні Олімпійські ігри 2008 | Угорщина | вільна боротьба, до 74 кг | 19    |
| Літні Олімпійські ігри 2016 | Угорщина | вільна боротьба, до 86 кг | 13    |

### Виступи на Чемпіонатах світу
| Змагання                        | Збірна   | Вагова категорія          | Місце  |
| ------------------------------- | -------- | ------------------------- | ------ |
| Чемпіонат світу з боротьби 2009 | Угорщина | вільна боротьба, до 84 кг | 10     |
| Чемпіонат світу з боротьби 2010 | Угорщина | вільна боротьба, до 84 кг | 32     |
| Чемпіонат світу з боротьби 2011 | Угорщина | вільна боротьба, до 84 кг | 24     |
| Чемпіонат світу з боротьби 2013 | Угорщина | вільна боротьба, до 84 кг | Бронза |
| Чемпіонат світу з боротьби 2014 | Угорщина | вільна боротьба, до 86 кг | 14     |
| Чемпіонат світу з боротьби 2015 | Угорщина | вільна боротьба, до 86 кг | 26     |
| Чемпіонат світу з боротьби 2017 | Угорщина | вільна боротьба, до 86 кг | 14     |
| Чемпіонат світу з боротьби 2018 | Угорщина | вільна боротьба, до 86 кг | 18     |
| Чемпіонат світу з боротьби 2019 | Угорщина | вільна боротьба, до 86 кг | 11     |

### Виступи на Чемпіонатах Європи
| Змагання                         | Збірна   | Вагова категорія          | Місце  |
| -------------------------------- | -------- | ------------------------- | ------ |
| Чемпіонат Європи з боротьби 2009 | Угорщина | вільна боротьба, до 84 кг | 14     |
| Чемпіонат Європи з боротьби 2010 | Угорщина | вільна боротьба, до 84 кг | 16     |
| Чемпіонат Європи з боротьби 2011 | Угорщина | вільна боротьба, до 84 кг | 21     |
| Чемпіонат Європи з боротьби 2012 | Угорщина | вільна боротьба, до 84 кг | 24     |
| Чемпіонат Європи з боротьби 2013 | Угорщина | вільна боротьба, до 84 кг | 15     |
| Чемпіонат Європи з боротьби 2014 | Угорщина | вільна боротьба, до 86 кг | Бронза |
| Чемпіонат Європи з боротьби 2016 | Угорщина | вільна боротьба, до 86 кг | 12     |
| Чемпіонат Європи з боротьби 2017 | Угорщина | вільна боротьба, до 86 кг | Бронза |
| Чемпіонат Європи з боротьби 2018 | Угорщина | вільна боротьба, до 86 кг | 12     |
| Чемпіонат Європи з боротьби 2019 | Угорщина | вільна боротьба, до 92 кг | Бронза |

### Виступи на Європейських іграх
| Змагання              | Збірна   | Вагова категорія          | Місце |
| --------------------- | -------- | ------------------------- | ----- |
| Європейські ігри 2015 | Угорщина | вільна боротьба, до 86 кг | 5     |

### Виступи на Кубках світу
| Змагання                    | Збірна   | Вагова категорія          | Місце |
| --------------------------- | -------- | ------------------------- | ----- |
| Кубок світу з боротьби 2011 | Угорщина | вільна боротьба, до 84 кг | 12    |

### Виступи на інших змаганнях
| Змагання                                                        | Збірна   | Вагова категорія                 | Місце  |
| --------------------------------------------------------------- | -------- | -------------------------------- | ------ |
| Гран-прі Німеччини з боротьби 2010                              | Угорщина | вільна боротьба, до 84 кг        | Срібло |
| Чемпіонат світу з боротьби серед студентів 2010                 | Угорщина | вільна боротьба, до 84 кг        | 12     |
| Золотий Гран-прі з боротьби 2011 (Баку)                         | Угорщина | вільна боротьба, до 84 кг        | 15     |
| Меморіал Вацлава Циолковського 2011                             | Угорщина | вільна боротьба, до 84 кг        | 8      |
| Тестовий турнір FILA 2011                                       | Угорщина | вільна боротьба, до 84 кг        | 7      |
| Олімпійський кваліфікаційний турнір з боротьби 2012 (Тайюань)   | Угорщина | вільна боротьба, до 84 кг        | 10     |
| Олімпійський кваліфікаційний турнір з боротьби 2012 (Гельсінкі) | Угорщина | вільна боротьба, до 84 кг        | 8      |
| Меморіал Вацлава Циолковського 2012                             | Угорщина | вільна боротьба, до 84 кг        | Бронза |
| Київський Міжнародний турнір з боротьби 2013                    | Угорщина | вільна боротьба, до 84 кг        | Срібло |
| Турнір Алі Алієва 2013                                          | Угорщина | вільна боротьба, до 84 кг        | 19     |
| Літня Універсіада 2013                                          | Угорщина | вільна боротьба, до 84 кг        | 7      |
| Меморіал Вацлава Циолковського 2013                             | Угорщина | вільна боротьба, до 84 кг        | 18     |
| Кубок Тахті 2014                                                | Угорщина | вільна боротьба, до 86 кг        | 15     |
| Меморіал Вацлава Циолковського 2014                             | Угорщина | вільна боротьба, до 86 кг        | Срібло |
| Турнір шахтарської слави з боротьби 2014                        | Угорщина | вільна боротьба, до 86 кг        | Золото |
| Турнір Дмитра Коркіна 2014                                      | Угорщина | вільна боротьба, до 86 кг        | 5      |
| Кубок Гранми з боротьби 2015                                    | Угорщина | греко-римська боротьба, до 85 кг | Бронза |
| Турнір Алі Алієва 2015                                          | Угорщина | вільна боротьба, до 86 кг        | 18     |
| Гран-прі Парижа з боротьби 2016                                 | Угорщина | вільна боротьба, до 86 кг        | Срібло |
| Турнір Олександра Медведя 2016                                  | Угорщина | вільна боротьба, до 86 кг        | 14     |
| Олімпійський кваліфікаційний турнір з боротьби 2016 (Зренянин)  | Угорщина | вільна боротьба, до 86 кг        | Золото |
| Меморіал Вацлава Циолковського 2016                             | Угорщина | вільна боротьба, до 86 кг        | 7      |
| Гран-прі Іспанії з боротьби 2016                                | Угорщина | вільна боротьба, до 86 кг        | Срібло |
| Гран-прі Парижа з боротьби 2017                                 | Угорщина | вільна боротьба, до 86 кг        | Бронза |
| Київський Міжнародний турнір з боротьби 2017                    | Угорщина | вільна боротьба, до 86 кг        | Бронза |
| Турнір Дана Колова — Николи Петрова 2017                        | Угорщина | вільна боротьба, до 86 кг        | 13     |
| Турнір Г. Картозія і В. Балавадзе 2017                          | Угорщина | вільна боротьба, до 86 кг        | 7      |
| Київський Міжнародний турнір з боротьби 2018                    | Угорщина | вільна боротьба, до 86 кг        | 8      |
| Турнір Дана Колова — Николи Петрова 2018                        | Угорщина | вільна боротьба, до 86 кг        | 11     |
| Меморіал Іона Корнеану і Ладислава Сімона 2018                  | Угорщина | вільна боротьба, до 86 кг        | 5      |
| Henri Deglane Challenge 2019                                    | Угорщина | вільна боротьба, до 92 кг        | Золото |
| Турнір Дана Колова — Николи Петрова 2019                        | Угорщина | вільна боротьба, до 92 кг        | 8      |
| Меморіал Вацлава Циолковського 2019                             | Угорщина | вільна боротьба, до 86 кг        | 12     |

### Виступи на змаганнях молодших вікових груп
| Змагання                                       | Збірна   | Вагова категорія          | Місце  |
| ---------------------------------------------- | -------- | ------------------------- | ------ |
| Чемпіонат Європи з боротьби серед кадетів 2003 | Угорщина | вільна боротьба, до 54 кг | 14     |
| Чемпіонат Європи з боротьби серед кадетів 2004 | Угорщина | вільна боротьба, до 63 кг | 15     |
| Чемпіонат світу з боротьби серед юніорів 2005  | Угорщина | вільна боротьба, до 74 кг | 16     |
| Чемпіонат Європи з боротьби серед юніорів 2005 | Угорщина | вільна боротьба, до 74 кг | 12     |
| Чемпіонат Європи з боротьби серед юніорів 2006 | Угорщина | вільна боротьба, до 74 кг | 10     |
| Чемпіонат світу з боротьби серед юніорів 2006  | Угорщина | вільна боротьба, до 74 кг | 7      |
| Чемпіонат Європи з боротьби серед юніорів 2007 | Угорщина | вільна боротьба, до 84 кг | Бронза |
| Чемпіонат світу з боротьби серед юніорів 2007  | Угорщина | вільна боротьба, до 84 кг | 24     |